# کرشیتسه
کرشیتسه (به چکی: Křešice) یک منطقهٔ مسکونی در جمهوری چک است که در ناحیه لیتومیریتسه واقع شده‌است. کرشیتسه ۱۱٫۰۷ کیلومتر مربع مساحت و ۱٬۴۲۴ نفر جمعیت دارد و ۱۵۳ متر بالاتر از سطح دریا واقع شده‌است.